# Bonanza petrolera
La bonanza petrolera, también conocida como boom petrolero, boom petrolífero o auge petrolero, es un conjunto de sucesos ocurridos dentro de una nación extractora y exportadora de petróleo durante el aumento de los precios del mismo entre otras condiciones. Generalmente este proceso de corta duración trae enormes beneficios para la economía del país o el conjunto de países donde sucede trayendo capital e inversiones y generando enormes entradas de dinero al tesoro nacional. Sus características principales son el aumento del PIB sustancialmente por encima del 5%[cita requerida], el incremento significativo del gasto público en su mayoría en infraestructura o gasto social traduciéndose en mayor inversión privada y un aumento en la calidad de vida de la personas.
Es un período de gran afluencia de ingresos como resultado de los altos precios mundiales del petróleo o de la alta producción petrolera de una economía. Generalmente, este breve período inicialmente genera beneficios económicos, en términos de un mayor crecimiento del PIB, pero posteriormente podría derivar en una maldición de los recursos.

## Causas
En América Latina algunos de los más importantes booms petroleros han causado en su momento grandes éxodos poblaciones del campo a la ciudad, trayendo como consecuencia un urbanismo desorganizado y la falta de planeamiento para desarrollar los servicios necesarios como el agua, luz, etc. Por su parte, durante los booms petroleros el gasto público se eleva considerablemente ocasionando que, al finalizar éste, el Estado quede en una situación de endeudamiento.

## Boomspetroleros alrededor del mundo
Algunos de los boom petroleros más importantes sucedidos en el mundo han sido:
- Boom  petroleros de los Estados Unidos:
  - Boom petrolero de Pensilvania. 1859 - 1875.
  - Boom petrolero de Texas. 1901 - 1940.
  - Boom petrolero de Dakota del Norte. 2006 - Actualidad.
- Boom petrolero de Alberta, Canadá.
- Boom petrolero de Venezuela:
  - 1929 - 1935; Periodo Gomecista
  - 1950 - 1957; Post 2.ª Guerra Mundial
  - 1974 - 1975; Carlos Andrés Pérez
  - 2004 - 2005; Hugo Chávez
  - 2008 - 2011, Hugo Chávez

Durante el tercer boom el país fue llamado como la Venezuela Saudita por el enorme ingreso y gasto público.
- Boom petrolero en Ecuador. El primero de ellos se dio en el Gobierno de Guillermo Rodríguez Lara de 1972 a 1982. El segundo se dio en el  Gobierno de Rafael Correa 2007 - 2015[1]

Durante su primer boom petrolero Ecuador tuvo el crecimiento económico más grande de América Latina con un crecimiento de más del 8%
- Boom petrolero de la OPEP y los grandes países exportadores de petróleo. 2004 - 2005
- Boom petrolero de África
  - Boom petrolero de Chad
  - Boom petrolero de Santo Tomé y Príncipe